# Servando Teresa de Mier
José Servando Teresa de Mier y Noriega y Guerra (Monterrey, 18 ottobre 1763 – Città del Messico, 3 dicembre 1827) fu frate domenicano e scrisse numerosi trattati di filosofia politica nel contesto della Guerra d'indipendenza del Messico.

## Biografia

### Formazione - Il suo famoso sermone
A 16 anni, Servando Teresa de Mier entrò nell'Ordine dei frati predicatori a Città del Messico. Studiò filosofia nel Colegio Pontificio de Regina Porta Coeli, dello stesso ordine, dove fu ordinato sacerdote. A 27 anni, conseguì il dottorado e divenne un famoso predicatore.
Il 12 dicembre 1794, durante i festeggiamenti dell'anniversario della manifestazione mariana della Vergine di Guadalupe, alla presenza del viceré Miguel de la Grúa Talamanca, dell'arcivescovo Manuel Omaña y Sotomayor e di vari membri della Real Audiencia della Nuova Spagna, Servando Teresa de Mier pronunciò un sermone mettendo in questione il principale argomento con cui gli spagnoli giustificavano la conquista del continente americano: l'evangelizzazione dei pagani.
Fra Servando affermò che san Tommaso apostolo arrivò in America e fu conosciuto come Quetzalcóatl, evangelizzò i nativi con l'aiuto della Vergine Maria, che era conosciuta con il titolo di Tonantzin e venerata nello stesso Tepeyac e che successivamente il cristianesimo fu rigettato per apostasia dagli aborigeni. Sostenne anche che l'immagine fosse dipinta nella cappa di san Tommaso e non nel mantello di san Juan Diego, che avrebbe ricevuto la stessa cappa per mano di Maria.
Sebbene avesse affermato così chiaramente che le apparizioni della Vergine di Guadalupe del 1531 fossero una seconda visita di Maria avesse presentato una tesi così fantasiosa, si possono trovare diverse fonti (El mito guadalupano ad esempio) che equivocamente presentano fra Servando come un detrattore delle apparizioni, ciò che avrebbe danneggiato il suo argomento a favore dell'indipendenza.

### Esilio
Per blasfemia, come castigo per aver pronunciato quel sermone, l'arcivescovo Nuñez de Haro condannò Servando Teresa de Mier a dieci anni di esilio nel convento domenicano di Las Caldas, in Spagna. Inoltre, gli fu proibito in perpetuo di insegnare, predicare e confessare e fu privato del suo grado di dottore.
Nel 1796 ottenne un permesso per presentare il suo caso davanti al Consejo de Indias. Tuttavia, al suo ritorno fu incarcerato un'altra volta e fu confinato nel convento di San Francesco, a Burgos. Da lì, nel 1801 fuggì e si rifugiò a Bayonne, in Francia. Da Bayonne passò a Bordeaux e da Bordeaux a Parigi. In questa città funse da interprete del peruviano José Sarea, conte di Gijón.
Insieme con Simón Rodríguez, già professore di Simón Bolívar, Servando Teresa de Mier aprì un'accademia a Parigi per l'insegnamento della lingua spagnola. Tradusse Atala di François-René de Chateaubriand. Mier scrisse anche una dissertazione contro Constantin-François de Chasseboeuf, conte di Volney. A Parigi conobbe Lucas Alamán, allora studente, futuro politico del partito conservatore messicano. Conobbe anche Alexander von Humboldt, il duca di Montmorency e lo stesso Chateaubriand. Nel 1802 abbandonò l'ordine domenicano e divenne prete secolare a Roma.
Quando tornò a Madrid, fu imprigionato per la terza volta. La causa fu una satira in appoggio alla causa indipendentista messicana. Fu inviato a un riformatorio di Siviglia, da dove scappò nel 1804. Fu nuovamente arrestato e incarcerato, per scontare una pena di tre anni. Il Papa lo nominò suo prelato particolare, perché aveva convertito due rabbini al cattolicesimo.
In piena guerra tra Francia e Spagna, Servano Teresa de Mier tornò in Spagna come militare del corpo dei Volontari di Valencia. Combatté in numerose battaglie. Fu fatto prigioniero dai francesi, ma riuscì nuovamente ad evadere. Si presentò al generale Blake, che lo raccomandò alla Giunta di Siviglia per i servizi resi. La Reggenza di Cadice gli conferì una pensione di tremila pesos all'anno. Si trasferì a Londra, dove collaborò con José María Blanco White a El Español, un giornale che sosteneva i movimenti indipendentisti nei domini spagnoli in America.

### Il ritorno nella Nuova Spagna
A Londra aveva conosciuto il rivoluzionario spagnolo Francisco Javier Mina, che convins ad accompagnarlo in una spedizione nella Nuova Spagna per lottare per l'indipendenza del vicereame. Partirono verso l'America il 15 maggio 1816. Con la cattura degli insorti nel forte di Soto la Marina il 13 giugno 1817, fu catturato nuovamente, questa volta dai realisti. Fu inviato alla Fortaleza de San Carlos de Perote, quindi al carcere dell'Inquisizione di Città del Messico, e infine all'Avana nel 1820. Evaso per la sesta volta, si rifugiò a Filadelfia, dove rimase fino all'indipendenza del Messico.
Nel febbraio del 1822 tornò in Messico giungendo al porto di Veracruz, ma di bel nuovo fu imprigionato e destinato al castello di San Juan de Ulúa, sotto il controllo degli spagnoli. Successivamente, fu deputato al primo congresso messicano dello Stato di Nuevo León. Si oppose sempre alla fondazione di un Impero Messicano con a capo Agustín de Iturbide, fatto che gli valse per l'ennesima volta la prigione. Evase per l'ultima volta il 1º gennaio 1823, dal convento di San Domenico.

### Membro del Congresso Costituente
Servando Teresa de Mier fu eletto deputato al secondo Congresso Costituente. Il 13 dicembre 1823 pronunciò il famoso "Discurso de las profecías". In questo discorso, si dichiarava a favore di una repubblica centralista o di una repubblica federale moderata. Era rivale dei difensori dell'Acta Constitutiva de la Federación e della Costituzione federale del 1824. Il primo presidente del Messico, Guadalupe Victoria, lo invitò a vivere con lui nel Palazzo Nazionale.

### Morte e altre avventure
Vicino alla morte, Servando Teresa de Mier invitò gli amici a una festa. Pronunciò un discorso giustificando la sua vita e le sue opinioni, e pochi giorni dopo, morì. Fu sepolto con tutti gli onori nella cripta dell'antico convento di San Domenico di Città del Messico. Nel 1861 i suoi resti furono esumati e mummificati. La sua mummia e quelle di altre dodici persone furono poi esibite come vittime dell'inquisizione. Alcune mummie, compresa quella di Servando Teresa de Mier, furono vendute a un italiano. Non si conosce l'ubicazione attuale dei suoi resti, ma si ritiene che siano esposti in una delle 365 cappelle ubicate nella zona di Cholula Puebla.
Il suo nome è scritto in lettere d'oro sul frontone della Camera dei Deputati messicana. A lui è dedicata la località di Mier, nello stato di Tamaulipas.

## Opere
Mier pubblicò molti discorsi, sermoni e trattati sulla religione e sulla politica, fra cui:
- Cartas de un americano al español, 1811-1813.
- Historia de la revolución de Nueva España, 2 vols., Londres: 1813. 2ª. ed., México, 1922.
- Apología y relaciones de su vida bajo el título de Memorias, Madrid, 1917. 2ª. ed., México, 1946.